# Amodiaquine
L'amodiaquine est un médicament antipaludique et anti-inflammatoire. Il s'agit d'une 4-aminoquinoline apparentée à la chloroquine mais avec une demi-vie plasmatique plus longue que cette dernière, plus efficace que celle-ci pour traiter les affections à Plasmodium falciparum résistantes à la chloroquine, offrant peut-être également une meilleure protection pour une prophylaxie hebdomadaire. Tout comme la chloroquine, elle est généralement bien tolérée. Elle est largement distribuée en Afrique, où elle joue un rôle important en association avec d'autres médicaments, mais pas aux États-Unis, bien qu'elle y soit autorisée par la FDA. Son usage est plutôt destiné aux personnes séjournant durablement en Afrique et aux résidents.
L'amodiaquine est un inhibiteur de l'histamine N-méthyltransférase. Elle empêche le parasite de polymériser l'hémoglobine en hémozoïne.

## Innocuité
L'amodiaquine est activée dans le foie par le cytochrome P4502C8 (en) (CYP2C8), une oxydase à fonction mixte du système du cytochrome P450, par conversion en N-déséthylamodiaquine. Plusieurs cas d'effets secondaires rares mais graves ont été observés parmi les patients traités à l'amodiaquine et sont liés à la présence d'allèles de la CYP2C8 : le type naturel CYP2C8*1 présente un profil d'innocuité acceptable, tandis que les allèles CYP2C8*2, *3 et *4 se traduisent par des phénotypes dans lesquels la métabolisation de l'amodiaquine défectueuse : les personnes qui sont dans ce cas répondent moins à ce médicament, lequel présente alors une plus grande toxicité pour elles.
Plusieurs études ont été menées afin de déterminer la fréquence allélique de la CYP2C8 chez les patients atteints de paludisme en Afrique orientale. Ces études ont montré que les allèles variants ont une prévalence significative dans cette population : l'amodiaquine est susceptible de provoquer des effets secondaires graves ou d'être peu efficace chez environ 3,6 % des personnes étudiées ; cette information est utile dans le développement de programmes de pharmacovigilance en Afrique orientale et doit être prise en compte dans la prescription de traitements antipaludéens dans les régions présentant une fréquence allélique de la CYP2C8 élevée.

## Divers
L'amiodaquine fait partie de la liste des médicaments essentiels de l'Organisation mondiale de la santé (liste mise à jour en avril 2013).